# 私の狼さん。THE OTHER SIDE OF LYCANTHROPE
『私の狼さん。THE OTHER SIDE OF LYCANTHROPE』（わたしのおおかみさん ジアザーサイドオブライカンスロープ）は、藤原ここあによる日本の漫画。『月刊ガンガンWING』（スクウェア・エニックス）にて、2001年から2002年にかけて連載された。同作者の『わたしの狼さん。』が前作にあたり『dear』が続編に当たる作品である。前作が原点の立ち居地にあり、本作はシリーズの分岐点ともいえる作品である。

## あらすじ
物語はは前作わたしの狼さん。から数ヵ月後、魔王「昴」不在の魔王城を預かる将軍プリノ。ある時、城に保管されていた魔狼の腕のミイラを見てしまった彼女は呪いにかかってしまう。魔狼の腕を持つ魔王昴なら解呪の方法も知っていると考えた彼女は、元魔王の側近にして魔王軍の問題児二人と魔王を探す旅に出ることになった。

## 登場人物

### ヒロインと主人公
プリノ=ハーウェル
今作のヒロイン、魔狼の腕のミイラを見てしまったことで呪いを受けてしまい、紅やキャロルの協力の元、解呪するために昴を探すための旅に出ることとなる。呪いが体を支配する状態では、精神が魔狼というより犬に近いため、「わん」としか発せず、紅に懐いている。
若くして魔王軍幹部側近の一人として、さらには魔王軍の将軍となった天才。非常に頭はいいのだが、それをチャラにしてしまうくらいのドジな一面を宿している。ただし元魔王たる昴不在の魔族側の大陸の勢力を正常に纏め上げるなど指導者としての実力は本物である。あまり戦闘は得意ではないため魔獣と遭遇した場合はかなり足を引っ張ることとなる。
終盤でライカンスロープの呪いが限界に達し、その魔力が暴走状態に陥るも、キャロルの説得の末何とか自身を取り戻すことに成功する。昴にたいして淡い恋心を抱いていたものの小桃と彼の絆の深さを痛感し身を引く形で諦めた。
紅=アカツキ
今作の主人公、前作では脇役として活躍した彼は今回は主人公の一人として活躍する。
魔王軍の下級兵がいたずらで魔狼の腕のミイラを安置していた部屋に忍び込んだためキャロルと共に取り押さえようとするも、その現場に居合わせたプリノが不遇にも魔狼の腕のミイラを見てしまい呪いを受けてしまったため、成り行きで彼女の旅に付き合うこととなる。
本作でも日本刀に似た刀を装備し戦闘時は容赦なく敵を叩き切っている。パーティメンバーの接近戦役。魔王軍内での噂ではプリノとは恋仲の関係に有ることが広まっている。
プリノの過去の回想シーンで語られた昴の「昔の陛下はとても憂いをおびた目をした儚い少年だった」という事実は彼が軍の任命指揮で影武者を務めていたときの人物像だったことが事実である。

### 前作からの続投者達
キャロル=ブルーハース
前作から引き続き登場、相変わらず紅の相方という形で魔王軍内で活動している。紅と共に魔狼の腕のミイラを安置していた部屋に魔王軍の下級兵がいたずらで入ってきたところを取り押さえようとした際に事件に出くわしてしまたため成り行きで彼も旅に同行する。ただしけして単なる成り行きではなくプリノを心から心配しての行動であり終盤では彼女にそのところはちゃんと説明している。
前作同様呪符を使っての遠距離攻撃及び支援を得意するものの、うっかり呪符を使い切ってしまっていたことを忘れてしまい補給しないでいたため終盤では何も出来ず子桃と共に足手まといに陥ってしまった。
昴・ハーネスト
前作のもう1人の主人公、今作でも子桃と共に行動している。登場は物語の終盤、旅の道中で通りかかった町で責任者からの依頼で町の周辺に出没する雪女から雪祭りを守るという依頼の最中にプリノ一行と再会した（ただし彼らが追ってきていたことを察知していたのかいたるところに罠を張っていた）。
ライカンスロープの力で雪女を一撃で灰にするなど相変わらず戦闘力はぶっ飛んでいる。
小桃・サクライ
前作のヒロインであり主人公、昴と共に物語終盤で登場。やはり近作でもレベル0の勇者、戦闘力はからきし、終盤での戦闘ではまったくといって活躍の場がなかった。(雪女の一撃の攻撃で戦闘不能)
昴との絆は前作以上に強い繋がりとなる形で深まっており心のより所にすらなりつつある。
彼女は気づいてはいないがプリノにとっては恋敵である。
梅
前作同様、昴と子桃の使い魔として2人に同行。

## 書誌情報
- わたしの狼さん。THE OTHER SIDE OF LYCANTHROPE/藤原ここあ 既刊1巻 2002年2月27日発売 ISBN 4-7575-0648-1

併録「CALLING」（-コーリング-）、「STRAY DOLL」（ストレイ・ドール）
- わたしの狼さん。新装/版藤原ここあ 既刊1巻 2011年7月22日発売 ISBN 978-4-7575-3292-2

「わたしの狼さん。THE OTHER SIDE OF LYCANTHROPE」収録。